# Niedersächsische Bingo-Umweltstiftung
Die Niedersächsische Bingostiftung für Umwelt und Entwicklungszusammenarbeit (kurz: Bingo-Umweltstiftung oder NBU) ist eine Stiftung des bürgerlichen Rechts mit Sitz in Hannover. Die Gründung erfolgte im Jahr 1989 mit dem Namen „Niedersächsische Umweltstiftung“ als Reaktion auf die Nuklearkatastrophe von Tschernobyl. Im Jahr 2009 fusionierte die „Niedersächsische Umweltstiftung“ mit der „Niedersächsischen Lottostiftung“. Der offizielle Name der neuen Stiftung ist seitdem „Niedersächsische Bingostiftung für Umwelt und Entwicklungszusammenarbeit“.
Die Stiftung fördert ergänzend zu staatlichen Pflichtaufgaben Umwelt- und Naturschutzprojekte sowie Projekte zugunsten der Entwicklungszusammenarbeit und der Denkmalpflege. Grundlagen der Förderung sind Nachhaltigkeit, ehrenamtliches Engagement und aktiver Naturschutz.
Darüber hinaus wird der Emsfonds als Sondervermögen bei der Stiftung geführt. Der Emsfonds wurde eingerichtet, um die ökologische Gesamtsituation in der Ems Dollart Region zu verbessern.
Die Stiftung
- darf ausschließlich und unmittelbar gemeinnützige Zwecke im Sinne der steuerlichen Bestimmungen verfolgen,
- soll fördernd und operativ tätig sein und
- wird durch den Niedersächsischen Landesrechnungshof und durch einen Wirtschaftsprüfer kontrolliert.[3]

Haupteinnahmequelle sind die Überschüsse aus der „Bingo!“-Umweltlotterie und Finanzierungshilfen des Landes Niedersachsen. Die Auslosung wird sonntags aus Hannover live vom NDR Fernsehen ausgestrahlt; an der Lotterie beteiligen sich Annahmestellen des Deutschen Lotto- und Totoblocks in Niedersachsen, Hamburg, Schleswig-Holstein, Mecklenburg-Vorpommern, Bremen, Sachsen-Anhalt und Rheinland-Pfalz. Im Haushalt 2014 für das Land Niedersachsen war vorgesehen, dass die Niedersächsische Bingo-Umweltstiftung eine Finanzierungshilfe in Höhe von 4,5 Millionen € zusätzlich zu den 7 Millionen € übersteigenden Einnahmen aus der Glücksspielabgabe der Bingo!-Umweltlotterie sowie 4,14 Prozent von den 146,3 Millionen € übersteigenden Einnahmen aus allen Landeslotterien erhalten soll. Darüber hinaus wirbt die Stiftung um Spenden und Zustiftungen.
Seit 2017 bestimmt § 20 Absatz 2 des Niedersächsischen Glücksspielgesetzes:
Die Niedersächsische Bingostiftung für Umwelt und Entwicklungszusammenarbeit hat die Finanzhilfe [des Landes] […] für die Erfüllung ihrer satzungsgemäßen Aufgaben zu verwenden. Für Zwecke der Entwicklungszusammenarbeit dürfen höchstens 20 vom Hundert dieser Finanzhilfe verwendet werden. Die Mittel aus der Finanzhilfe dürfen nur Körperschaften, Anstalten des öffentlichen Rechts und Stiftungen mit Sitz in Niedersachsen zugewendet werden.